# Hoplophorella fonseciai
Hoplophorella fonseciai är en kvalsterart som först beskrevs av Pérez-Íñigo och Baggio 1980.  Hoplophorella fonseciai ingår i släktet Hoplophorella och familjen Phthiracaridae. Inga underarter finns listade i Catalogue of Life.